# Laurel und Hardy: Schrecken aller Spione
Schrecken aller Spione (Originaltitel: Air Raid Wardens; auch bekannt als Bombenkerle) ist eine US-amerikanische Filmkomödie von Edward Sedgwick mit dem Komikerduo Laurel und Hardy in den Hauptrollen.

## Handlung
Die USA im Zweiten Weltkrieg: Stan und Ollie sind mit diversen Versuchen gescheitert sich als Ladeninhaber eine Existenz aufzubauen. Sie melden sich freiwillig zur Armee, zur Air Force und sogar zur Marine, werden aber durchwegs abgelehnt. Bei ihrer Rückkehr spricht sie der lokale Journalist und freiwillige Luftschutzwart Dan Madison auf Vorschlag seiner Verlobten Peggy Parker an und fragt sie, ob sie nicht bei der örtlichen Luftschutzwache mitmachen wollen. Sie willigen ein und kleben als frischgebackene Luftschutzwarte eifrig Plakate für die Gründungsversammlung.
Zurück in ihrem letzten Laden treffen sie auf den neuen  Pächter, der ihnen eine Partnerschaft anbietet. Nachdem es bei einem Probealarm der Luftschutzwache im Haus von Joe Bledsoe zu einer Auseinandersetzung mit diesem kommt müssen sie flüchten, werden aber von ihm gestellt und mit einer Whiskeyflasche bewusstlos geschlagen. Wegen vermeintlicher Trunkenheit im Dienst, müssen Stan und Ollie die Luftschutzwache verlassen. Weil sie in den Räumen hinter dem Laden wohnen bekommen sie mit, dass ihr Geschäftspartner Teil eines deutschen Nazi-Spionageringes ist, der die örtliche Magnesium-Fabrik in die Luft sprengen will. Dies soll parallel zu einem fingierten Zwischenfall geschehen, der anlässlich des Besuchs von Major Scanlon eigens inszeniert wird, um die Einsatzbereitschaft und Effizienz der Luftschutzwache zu demonstrieren.
Stan und Ollie verfolgen die deutschen Spione und können gerade noch rechtzeitig die Luftschutzwache alarmieren. Diese halten die Meldung zwar zunächst für die angekündigte Inszenierung, können aber die Sprengung der Fabrik buchstäblich im letzten Moment verhindern und die Spione festnehmen.

## Synchronisation
Der Film wurde zwei Mal synchronisiert, Die erste Fassung entstand 1958 in den Studios des MGM Synchronisations-Atelier in Berlin. Laurel und Hardy wurden von ihren damaligen Stammsprechern Walter Bluhm und Arno Paulsen gesprochen. Die zweite Fassung entstand 1975 für die ZDF - Reihe „Lachen sie mit Stan und Ollie“. Sie entstand in den Studios der Beta-Technik in München. Wolfgang Schick überarbeitete das frühere Dialogbuch von Ottokar Runze. Schick übernahm auch die Regie. Stan Laurel wurde wie seit 1936 fast immer von Walter Bluhm gesprochen. Michael Habeck sprach in der gesamten Reihe für Oliver Hardy.
| Darsteller        | Rolle            | 1958                | 1975               |
| ----------------- | ---------------- | ------------------- | ------------------ |
| Stan Laurel       | Stan             | Walter Bluhm        | Walter Bluhm       |
| Oliver Hardy      | Ollie            | Arno Paulsen        | Michael Habeck     |
| Edgar Kennedy     | Joe Bledsoe      | Benno Hoffmann      | Kurt E. Ludwig     |
| Jacqueline White  | Peggy Parker     | n.n.                | Heidi Treutler     |
| Stephen McNally   | Dan Madison      | Ottokar Runze       | Christian Wolff    |
| Nella Walker      | Millicent Norton | Friedel Schuster    | Marianne Wischmann |
| Donald Meek       | Eustace Middling | Alfred Balthoff     | Erich Ebert        |
| Henry O’Neill     | Rittenhause      | Kurt Waitzmann      | Reinhard Glemnitz  |
| Howard Freeman    | J.P. Norton      | Erich Poremski      | Horst Sachtleben   |
| Paul Stanton      | Captain Biddle   | Friedrich Joloff    | n.n.               |
| Robert O’Connor   | Charlie Beaugart | Reinhard Kolldehoff | n.n.               |
| William Tannen    | Joseph           | n.n.                | n.n.               |
| Russell Hicks     | Major Scanlon    | n.n.                | n.n.               |
| Philip Van Zandt  | Herman           | n.n.                | n.n.               |
| Frederick Worlock | Otto             | n.n.                | n.n.               |
| Don Costello      | Heydrich         | n.n.                | n.n.               |

## Kritiken
Der Filmdienst schrieb wenig überzeugt, dass die Komiker sich in diesem „Grotesk-Lustspiel“ ganz in den Dienst der patriotischen Heimatfront stellen würden: „Dabei wirkt der Humor oft recht erzwungen, und nur in wenigen Szenen amüsieren die Komiker mit ihren absurden Einfällen.“